# ロランド・ロメロ
ロランド・ロメロ（Rolando Romero、1995年10月14日 - ）は、アメリカ合衆国のプロボクサー。ネバダ州ラスベガス出身。現WBA世界ウェルター級王者。元WBA世界ライト級暫定王者。元WBA世界スーパーライト級王者。世界3階級制覇王者。
ローランド・ロメロ、ローリー・ロメロとも表記される。

## 来歴

### ライト級
2016年12月2日、プロデビュー。初回TKO勝ち。
2020年8月15日、コネチカット州アンカシヴィレのモヒガン・サン・アリーナで、WBA世界ライト級暫定王座決定戦を同級6位のジャクソン・マリネスと行い、12回3-0（116-112、118-110、115-113）の判定勝ちを収めイシュー・スミス以来2人目となるラスベガス出身の世界王者となった。しかし試合後ジャクソン側が判定に不満を訴えWBAからダイレクトリマッチを行うように指令された。
2021年1月23日、コネチカット州アンカシヴィレのモヒガン・サン・アリーナでジャスティン・パウルドと対戦予定だったが、前日計量でパウルドがライト級の規定体重である135ポンドを4.6ポンド（2.08kg）体重超過の139.6ポンドを計測し計量失格となった為、対戦相手をエイブリー・スパロウに変更してノンタイトル12回戦で対戦し、7回TKO勝ちを収めた。
2021年7月17日、サンアントニオのAT&TセンターでWBA世界ライト級14位アンソニー・イギットと対戦したが、前日計量でイギットが5.2ポンド（2.3kg）体重超過し計量失格となった為、イギットが勝っても王座は獲得できないという変則条件で試合は行われ、2戦連続で対戦相手が計量失格する事態となったロメロが7回1分54秒TKO勝ちを収め初防衛に成功した。
2021年8月25日、WBAは暫定王座を廃止すると共に指名挑戦権を付与する措置を行った。
2021年11月1日、ジャーボンテイ・デービスと12月5日に対戦することが決定していたが、ロメロに対して複数の女性から性的暴行被害の告発があったことでロメロが試合を欠場することが発表された。
2022年1月11日、警察の調査によりロメロの性的暴行の嫌疑が晴れる。
2022年5月28日、ニューヨーク市ブルックリン区のバークレイズ・センターにて指名挑戦者としてWBA世界ライト級レギュラー王者ジャーボンテイ・デービスとWBA世界同級タイトルマッチを行うも、キャリア初黒星となる6回2分39秒TKO負けで王座獲得に失敗した。なお試合終了後に大きな音を銃声と勘違いした観客たちが一斉に会場から逃げ出すというハプニングが起こった。

### スーパーライト級

#### 2階級制覇
2023年5月13日、ネバダ州ラスベガスのザ・コスモポリタンにてWBA世界スーパーライト級王座決定戦を同級1位のイスマエル・バローゾと行い、3回にダウンを奪われるも、9回2分41秒TKO勝ちを収め王座獲得に成功したと同時に2階級制覇を果たした。しかし、8回までのジャッジのスコアでバローゾがリードしていたバローゾ優勢の試合展開の中で、レフェリーのトニー・ウィークスがほぼパンチが当たっていなかったにもかかわらず試合をストップしたために物議を醸した。
2023年6月4日、オハラ・デービスとの指名試合の入札が予定されていたが、ロメロが負傷を理由に入札の延期を申し入れた。
2023年9月21日、WBAはロメロが提出した負傷に関する書類を審査した結果、ロメロの負傷を認めてロメロを休養王座に認定するとともに、オハラ・デービスとイスマエル・バローゾの間で行なわれる暫定王座決定戦の勝者と翌年の3月20日までに対戦するよう指令した。
2024年3月30日、ネバダ州ラスベガスのT-モバイル・アリーナでティム・チュー対セバスチャン・フンドラの前座で、WBA世界スーパーライト級1位のイサック・クルスと対戦し、8回56秒TKO負けを喫し初防衛に失敗、王座から陥落した。
2024年9月14日、T-モバイル・アリーナで行われるサウル・アルバレス対エドガー・ベルランガの前座でマヌエル・ハイメスとWBAインターコンチネンタルスーパーライト級王座決定戦を行い、10回3-0（99-91×3）の判定勝ちを収め王座獲得に成功した。

### ウェルター級
2025年4月22日、WBA世界ウェルター級王者のジャロン・エニスが同日付でスーパー王者に認定されたため、同年5月2日にニューヨーク市タイムズスクエアで行われるWBA世界同級3位のライアン・ガルシアと2位のロメロの試合についてノンタイトル戦からWBA世界同級レギュラー王座決定戦として行われることとなった。

#### 3階級制覇
2025年5月2日、ニューヨークタイムズスクエアの特設リングでSNKとザ・リング共催および『餓狼伝説 City of the Wolves』とのタイアップ興行のメインイベントでWBA世界ウェルター級3位のライアン・ガルシアとWBA世界同級王座決定戦を行い、2回にダウンを奪ったこともあり12回3-0（115-112×2、118-109）の判定勝ちを収め王座獲得に成功したと同時に3階級制覇を果たした。
2025年8月1日、WBA世界ウェルター級スーパー王者のジャロン・エニスが王座を返上したため、WBAは同日付でロメロをレギュラー王者から正規王者に昇格させた。

## 戦績
- プロボクシング：19戦 17勝 (13KO) 2敗

| 戦           | 日付           | 勝敗 | 時間    | 内容    | 対戦相手                           | 国籍             | 備考                                                   |
| ------------ | -------------- | ---- | ------- | ------- | ---------------------------------- | ---------------- | ------------------------------------------------------ |
| 1            | 2016年12月2日  | ☆    | 1R 1:11 | TKO     | デビッド・コートニー               | アメリカ合衆国   | プロデビュー戦                                         |
| 2            | 2017年5月20日  | ☆    | 4R 0:23 | TKO     | エイドリアン・レヴィア             | キューバ         |                                                        |
| 3            | 2017年10月21日 | ☆    | 2R 2:02 | KO      | ジョニー・エストラーダ             | アメリカ合衆国   |                                                        |
| 4            | 2018年1月27日  | ☆    | 1R 2:48 | TKO     | アレックス・シルバ                 | アメリカ合衆国   |                                                        |
| 5            | 2018年8月3日   | ☆    | 6R      | 判定3-0 | ハビエル・マルティネス             | アメリカ合衆国   |                                                        |
| 6            | 2018年10月27日 | ☆    | 1R 1:17 | KO      | ディウメルシ・エンゾ               | コンゴ民主共和国 |                                                        |
| 7            | 2018年12月7日  | ☆    | 2R 0:45 | TKO     | ロンデール・ハバート               | アメリカ合衆国   |                                                        |
| 8            | 2019年3月9日   | ☆    | 1R 1:02 | KO      | ニコラス・アティリオ・ヴェラスケス | アルゼンチン     |                                                        |
| 9            | 2019年4月20日  | ☆    | 4R 1:27 | KO      | アンドレス・フィゲロア             | コロンビア       |                                                        |
| 10           | 2019年11月1日  | ☆    | 1R 2:14 | KO      | フアン・カルロス・コルドネス       | ドミニカ共和国   |                                                        |
| 11           | 2020年2月22日  | ☆    | 2R 1:22 | TKO     | アルツルス・アーメトフス           | ラトビア         |                                                        |
| 12           | 2020年8月15日  | ☆    | 12R     | 判定3-0 | ジャクソン・マリネス               | ドミニカ共和国   | WBA世界ライト級暫定王座決定戦                          |
| 13           | 2021年1月23日  | ☆    | 7R 0:43 | TKO     | エイブリー・スパロウ               | アメリカ合衆国   |                                                        |
| 14           | 2021年7月17日  | ☆    | 7R 1:54 | TKO     | アンソニー・イギット               | スウェーデン     | WBA暫定防衛1→暫定王座廃止                              |
| 15           | 2022年5月28日  | ★    | 6R 2:39 | TKO     | ジャーボンテイ・デービス           | アメリカ合衆国   | WBA世界ライト級タイトルマッチ                          |
| 16           | 2023年5月13日  | ☆    | 9R 2:41 | TKO     | イスマエル・バローゾ               | ベネズエラ       | WBA世界スーパーライト級王座決定戦                      |
| 17           | 2024年3月30日  | ★    | 8R 0:56 | TKO     | イサック・クルス                   | メキシコ         | WBA陥落                                                |
| 18           | 2024年9月14日  | ☆    | 10R     | 判定3-0 | マヌエル・ハイメス                 | アメリカ合衆国   | WBAインターコンチネンタルスーパーライト級王座決定戦    |
| 19           | 2025年5月2日   | ☆    | 12R     | 判定3-0 | ライアン・ガルシア                 | アメリカ合衆国   | WBA世界ウェルター級レギュラー王座決定戦→正規王座に認定 |
| テンプレート |                |      |         |         |                                    |                  |                                                        |

## 獲得タイトル
- WBA世界ライト級暫定王座（防衛1=廃止）
- WBA世界スーパーライト級王座（防衛0=休養王座に認定）
- WBA世界スーパーライト級休養王座（防衛0）
- WBAインターコンチネンタルスーパーライト級王座
- WBA世界ウェルター級レギュラー王座（防衛0=正規王座に認定）
- WBA世界ウェルター級王座（防衛0）